# Austronemoura flintorum
Austronemoura flintorum är en bäcksländeart som beskrevs av Mclellan och Peter Zwick 1996. Austronemoura flintorum ingår i släktet Austronemoura och familjen Notonemouridae. Inga underarter finns listade i Catalogue of Life.